# 1,5-萘二异氰酸酯

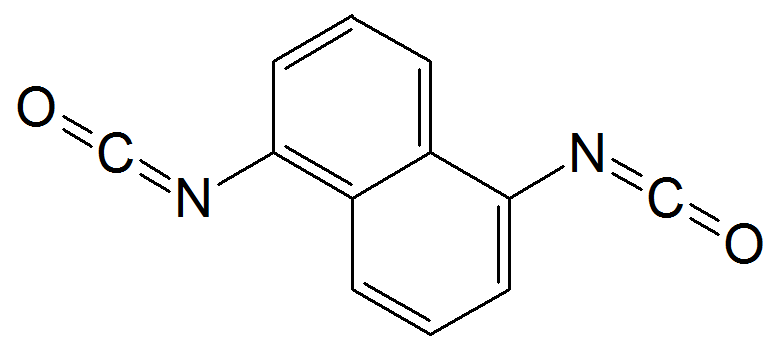
1,5萘二异氰酸酯结构式

1,5-萘二异氰酸酯（英語：1,5-Naphthalene diisocyanate），也称NDI，是一类小品种的多异氰酸酯，一种高性能的聚氨酯弹性体材料。白色至浅黄色片状结晶固体。
主要用于制成浇注型聚氨酯弹性，且阻尼小、回弹性高、内生热少，可应用于高动态载荷和耐热场合，广泛适用于汽车行业，主要的制造商为拜耳。比如德国BASF和上海凯众股份采用NDI制造汽车减震原件。